# Sansara

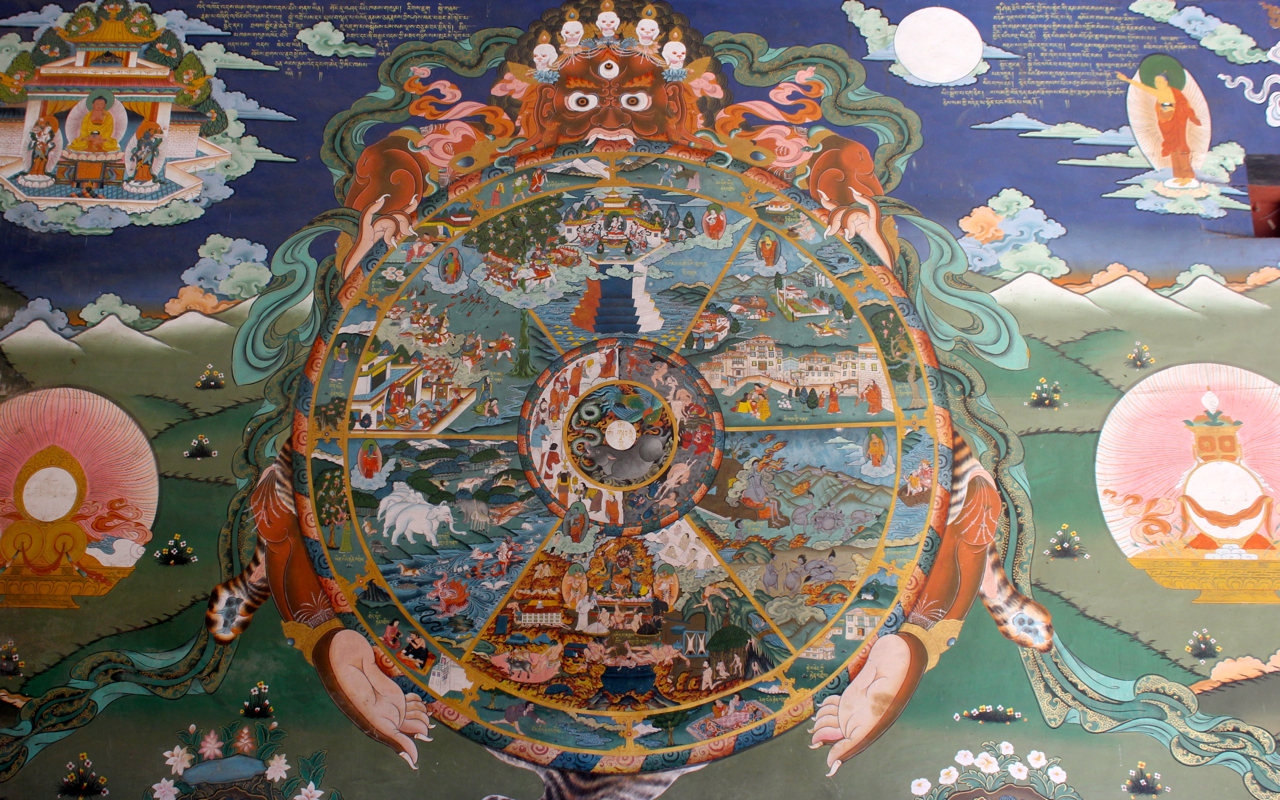
descrevendo o ciclo de sansara: ilustrados na roda estão seis reinos de existência nos quais um ser senciente pode reencarnar, de acordo com a doutrina do renascimento do budismo. Iama, o deus da morte, está no topo da borda externa. A borda externa mostra a doutrina dos Doze Nidanas

Samsara ou Sansara (em sânscrito: संसार; romaniz.: Saṃsāra) é uma palavra páli/sânscrita que significa "mundo". É também o conceito de renascimento e "ciclicidade de toda a vida, matéria, existência", uma crença fundamental da maioria das religiões indianas. Popularmente, é o ciclo de morte e reencarnação. Sansara é, por vezes, referido com termos ou frases como transmigração/reencarnação, ciclo cármico, ou Punarjanman, e "ciclo de deriva sem rumo, perambulação ou existência mundana".
O conceito de sansara tem raízes na literatura pós-védica; a teoria não é discutida nos próprios Vedas. Aparece em forma desenvolvida, mas sem detalhes mecanicistas, nos primeiros Upanixades. A exposição completa da doutrina sansara é encontrada em movimentos Xramânicos, como o budismo e o jainismo primitivos, bem como em várias escolas de filosofia hindu depois de meados do primeiro milênio a.C. A doutrina sansara está ligada à teoria do carma do hinduísmo, e a libertação do sansara tem estado no centro da busca espiritual das tradições indianas, bem como de suas divergências internas. A libertação do sansara é chamada Moksha, Nirvana, Mukti ou Caivália.

## Etimologia e terminologia
Saṃsāra significa "errante", bem como "mundo", em que o termo conota "mudança cíclica". Sansara, conceito fundamental em todas as religiões indianas, está ligado à teoria do carma e refere-se à crença de que todos os seres vivos passam ciclicamente por nascimentos e renascimentos. O termo está relacionado a frases como "o ciclo da existência sucessiva", "transmigração", "ciclo cármico", "a roda da vida" e "ciclicidade de toda a vida, matéria, existência". Muitos textos acadêmicos escrevem saṃsāra como samsara ou sansara.
Segundo Monier-Williams, saṃsāra está enraizado no termo Saṃsṛ (संसृ), que significa "dar a volta, girar, passar por uma sucessão de estados, ir em direção ou obter, movendo-se em um circuito". Uma forma conceitual dessa raiz aparece em textos antigos como saṃsaraṇa, que significa "passar por uma sucessão de estados, nascimento, renascimento dos seres vivos e do mundo", sem obstrução. O termo abrevia para saṃsāra, referindo-se ao mesmo conceito, como uma "passagem por estados sucessivos de existência mundana", uma transmigração, metempsicose, um circuito de viver onde se repetem estados anteriores, de um corpo para outro, uma vida mundana de constante mudança, ou seja, renascimento, crescimento, decadência e redemorte. O conceito é então contrastado com o conceito de moksha, também conhecido como mukti, nirvāṇa, nibbāna ou kaivalya, que se refere à libertação desse ciclo de peregrinação sem rumo.
O conceito de sansara desenvolveu-se nos tempos pós-védicos e pode ser rastreado nas camadas do Samhita, como nas seções 1.164, 4.55, 6.70 e 10.14 do Rigueveda. Embora a ideia seja mencionada nas camadas Samhita dos Vedas, há uma falta de exposição clara ali, e a ideia se desenvolve plenamente nos primeiros Upanixades. Damien Keown afirma que a noção de "nascimento e morte cíclicos" aparece por volta de 800 a.C. A palavra saṃsāra aparece, junto com Moksha, em vários Upanixades Principais como no verso 1.3.7 do Upanixade de Cata, verso 6.16 do Upanixade de Shvetashvatara, versos 1.4 e 6.34 do Upanixade de Maitri.
A palavra saṃsāra está relacionada a Saṃsṛti, este último referindo-se ao "curso da existência mundana, transmigração, fluxo, circuito ou corrente".

## Definição e justificativa
A palavra significa literalmente "vagar, fluir", afirma Stephen J. Laumakis, no sentido de "vagar sem rumo e sem direção". O conceito de sansara está intimamente associado à crença de que a pessoa continua a nascer e renascer em vários reinos e formas.
As primeiras camadas do texto védico incorporam o conceito de vida, seguido por uma vida após a morte no céu e no inferno com base em virtudes cumulativas (mérito) ou vícios (demérito). No entanto, os antigos rixis védicos desafiaram essa ideia de vida após a morte como simplista, porque as pessoas não vivem uma vida igualmente moral ou imoral. Entre vidas geralmente virtuosas, algumas são mais virtuosas; enquanto o mal também tem graus, e os textos afirmam que seria injusto para o deus Iama julgar e recompensar as pessoas com vários graus de virtude ou vícios, de uma maneira "qualquer" e desproporcional. Eles introduziram a ideia de uma vida após a morte no céu ou no inferno proporcionalmente ao mérito de cada um, e quando isso acaba, a pessoa retorna e renasce. Essa ideia aparece em textos antigos e medievais, como o ciclo de vida, morte, renascimento e redemorte, como a seção 6:31 do Maabarata e a seção 6.10 do Devi Bhagavata Purana.

## História
As origens históricas do conceito de ciclo e de repetida reencarnação, ou Punarjanman, são obscuras, mas a ideia aparece tanto em textos da Índia quanto da Grécia Antiga durante o primeiro milênio a.C.
A ideia de samsãra é sugerida em textos posteriores como o Rigveda, mas a teoria é ausente. De acordo com Sayers, as primeiras camadas da literatura védica mostram a adoração aos ancestrais e rituais como a Śrāddha (oferecimento de comida para os antepassados). Textos védicos posteriores como os Aranyakas e os Upanixades apresentam uma soteriologia diferente baseada na reencarnação, pouco preocupada com rituais aos ancestrais, e começam a interpretar filosoficamente os antigos rituais, embora a ideia não seja ainda totalmente desenvolvida. É nos Upanixades mais antigos que essas ideias são melhor desenvolvidas, mas mesmo neles a discussão não apresenta detalhes. A doutrina detalhada floresce com característica únicas a partir de meados do primeiro milênio a.C., em diversas tradições como o Budismo, o Jainismo e várias escolas da filosofia Hindu.
A evidência de quem influenciou quem nos tempos antigos é superficial e especulativa, a maior chance é de que o desenvolvimento histórico das teorias do Samsãra tenha acontecido em paralelo e com influências simultâneas.